# Reno (divinità)

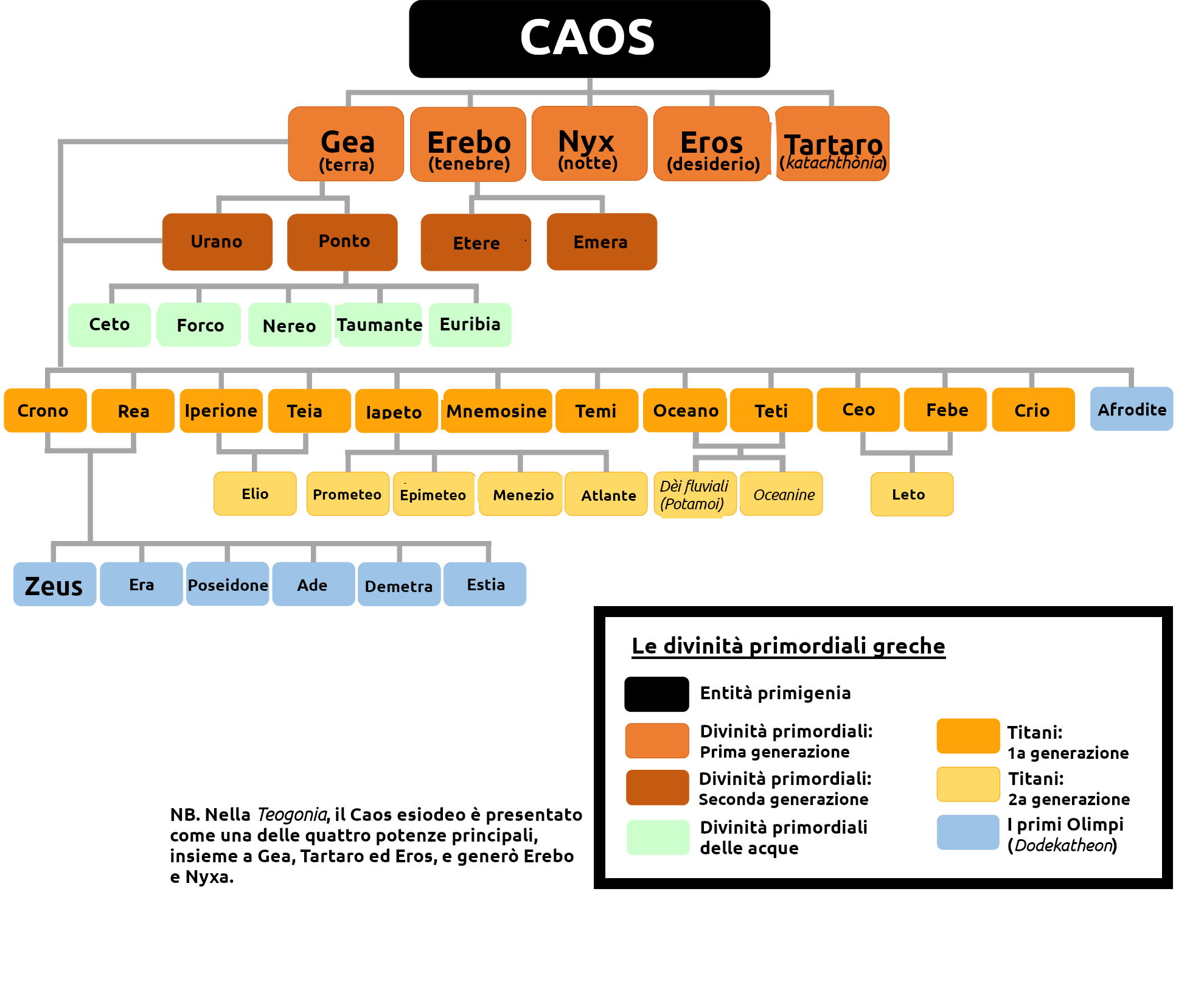
I Potamoi fanno parte della seconda generazione di titani

Reno  (dal greco antico, 'Ρήνος / Rhẽnos, latino Rhenus ) o forse Eridano (greco Ἠριδανός , Ēridanós, latino Eridano ) è nella mitologia greca, uno dei 3000 dèi fluviali (ποταμοι / Potamoi), e figlio del titano Oceano e della titanide Teti.
Nella sua Teogonia, cita parte dei fratelli Potamoi l'antico poeta greco Esiodo.

## Una personificazione confusa
Mentre alcune fonti attribuiscono Rhinos, per evidenza etimologica, al Reno, il fiume che attraversa l'Europa occidentale dalla Svizzera ai Paesi Bassi attraverso la Germania e la Francia, altre ci vedono la personificazione di un corso d'acqua proveniente dal Penisola Iberica e identificano il Reno con l'Eridano, altro dio fluviale, prima indicato come iperboreo e successivamente identificato con il fiume germanico. Per aumentare la confusione, va notato che l'Eridano è anche il nome che il greco classico dà al fiume Po dell'Italia settentrionale.
L'autore greco Nonno di Panopoli tralta di 'Ρήνος Ίβηρ, Reno iberico; ibero fu anticamente un etnonimo anche attribuito agli abitanti del Caucaso, precisamente la parte che oggi conosciamo sotto il nome di Georgia.